# Cosey Fanni Tutti
Cosey Fanni Tutti (née Christine Carole Newby le 4 novembre 1951 à Kingston-upon-Hull en Angleterre) est une artiste multidisciplinaire, performeuse, plasticienne, chanteuse, compositrice et musicienne. Entre 1969 et 1975, elle participe aux activités du groupe d'art performance COUM Transmissions avec Genesis P-Orridge. En 1975, elle est l'un des membres fondateurs du groupe Throbbing Gristle, réputé pour être le créateur original de la musique industrielle. Depuis la première dissolution du groupe en 1981, elle est également membre de l'influent duo de musique électronique Chris & Cosey.
Parallèlement à ces activités, elle a également poursuivi une carrière comme strip-teaseuse, travaillé dans l'industrie du film pornographique et des revues spécialisées en ce domaine. Elle en a tiré des séries d'images où son corps est mis en scène dans différents environnement contextes de publication qu'elle a réintroduites par la suite dans son travail en arts visuels. En 1975, elle fut invitée, avec Coum Transmissions, à représenter la Grande-Bretagne à la IXe Biennale de Paris.
Elle a reçu de nombreux prix et un doctorat honorifique. Elle vit et travaille en Angleterre.
En 2017, elle publie chez Faber & Faber son autobiographie, Art Sex Music. Ce livre est nommé en 2018 pour le Penderyn music book prize. Une traduction en français sort en 2021 aux éditions Audimat. 
Tutti reçoit la demande en 2018 de composer une bande-son pour un film dédié à la musicienne Delia Derbyshire (The Myths and the Legendary Tapes, produit par la BBC Four, réalisé par Caroline Catz et sorti en 2020). Pour ce travail, elle obtient l'accès aux archives de Derbyshire, dont de nombreuses bandes magnétiques trouvées après la mort de Derbyshire en 2001. La bande son composée par Tutti sort sous forme d'album en 2022. 
À la suite de ce travail, Tutti a l'idée d'écrire un livre sur les vies de trois femmes: Delia Derbyshire, elle-même, ainsi que Margery Kempe, une mystique voyageuse du XVe siècle. Ce livre, Re-Sisters, sort en 2022 chez Faber & Faber. Le Guardian décrit l'ouvrage comme "une méditation impeccablement documentée sur la féminité, vue à travers la vie de trois femmes flamboyantes". 

## Discographie
Sa discographie comporte une soixantaine d'albums avec les groupes Throbbing Gristle, CTI et Chris & Cosey, trois albums solos et des collaborations avec différents artistes tels Coil, Monte Cazazza, CoH (en), Joe Potts et John Duncan (en). Ses projets ont été l'objet de nombreuses publications écrites. Sa discographie, en excluant Throbbing Gristle, Chris & Cosey, CTI et Carter Tutti, comprend :
- 1983 : Time To Tell (Flowmotion)
- 1983 : Nicki (avec John Duncan et Chris Carter) (AQM)
- 2010 : Mist While Sleeping / Invisible Whispers (avec Philippe Petit) (Dirter Promotions)
- 2019 : Tutti (Conspiracy International)
- 2022: Delia Derbyshire: The Myths and Legendary Tapes (Conspiracy International)